# ميونغسونغ إمبراطورة كوريا
الإمبراطورة ميونغسونغ (ولدت في 19 أكتوبر 1851 وماتت في 8 أكتوبر 1895) هي زوجة الإمبراطور غوانغمو (الملك غوجونغ قبل تحويل مملكة جوسون إلى الإمبراطورية الكورية) عُرفت أثناء حياتها باسم الملكة مِن ثم الإمبراطورة ميونغسونغ. قُتلت الملكة في سنة 1895 على يد المغتالين اليابانيين، حيث رأتها الحكومة اليابانية كعقبة في سبيل نفوذها في كوريا، ونتج هذا الأمر في هروب الملك غوجونغ إلى السفارة الروسية فيما عرف باسم اللجوء الملكي الكوري للسفارة الروسية، ومن ثم إعلان قيام إمبراطورية كوريا.